# Herb Norymbergi
Miasto Norymberga używa dwóch różnych herbów, wielkiego i małego.
Stosowanie, w zależności od okazji, różnych wersji herbu, zwykle wielkiego, średniego i małego, różniących się zazwyczaj zastosowaniem elementów zewnętrznych herbu jest bardzo często spotykane, zwłaszcza w heraldyce miejskiej, terytorialnej i państwowej. Ewenementem w przypadku herbu Norymbergi jest przyjęcie całkiem różnych herbów jako herbu wielkiego i małego. 
Genezy używania dwóch herbów szukać należy prawdopodobnie w wizerunkach na dawnych pieczęciach miasta, odmiennych na awersie i na contrasigillum

Herb wielki Norymbergi

## Herb wielki
Opis herbu: W błękitnym polu złoty orzeł z ukoronowaną królewską głową barwy naturalnej.

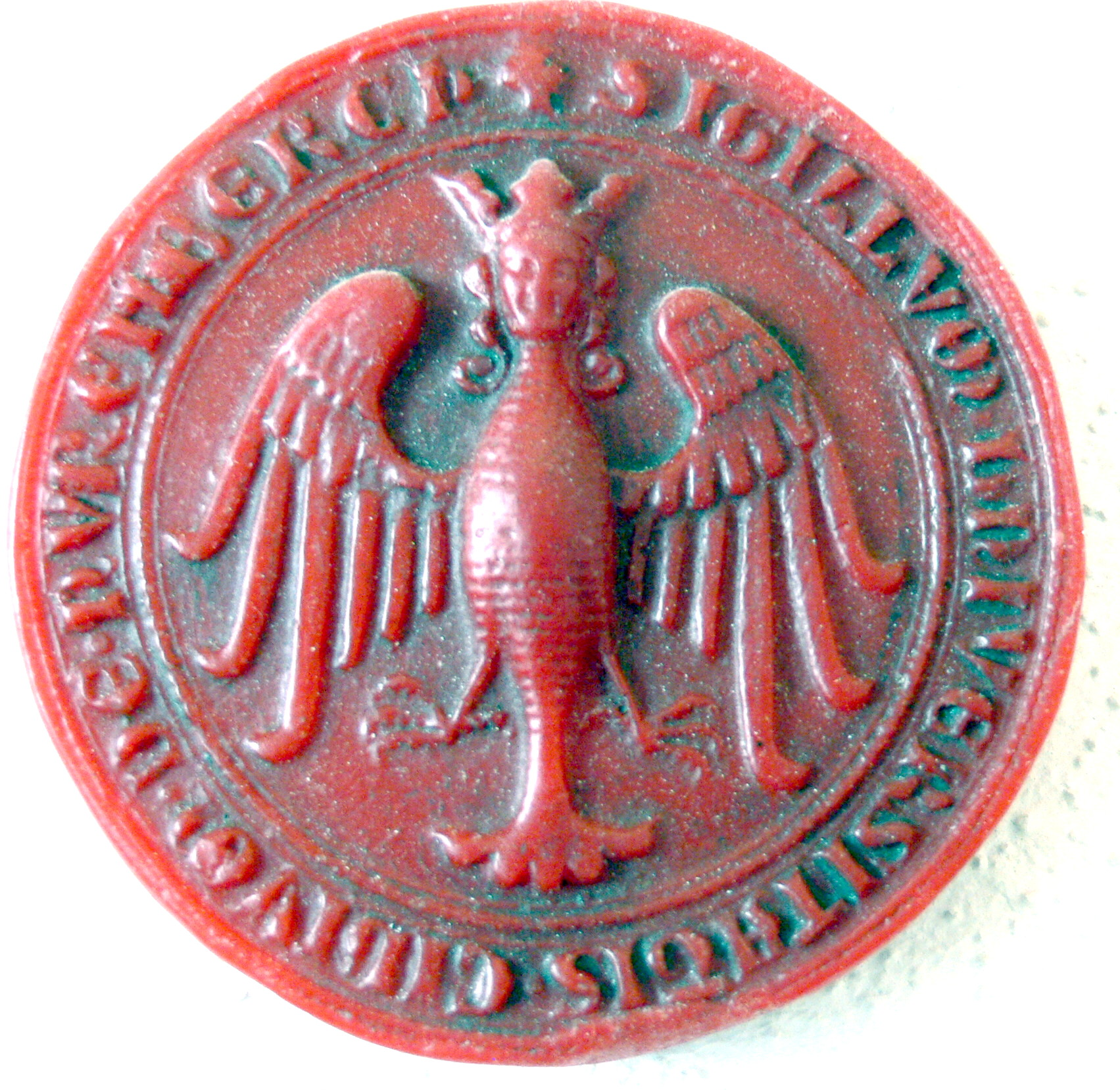
Wielka pieczęć Norymbergi (awers)

Herb wywodzi się od wizerunku z wielkiej pieczęci Norymbergi, wzmiankowanej w 1240. 
Najstarsze odciski pieczęci znane są od 1254. Pieczęć wewnątrz napisu w otoku SIGILLVM VNIVERSITATIS CIVIVM DE NURENBERCH przedstawiała orła z głową królewską, jako symbol Rzeszy.
Następna pieczęć wielka miasta pochodzi z 1368 i była stosowana do upadku Świętego Cesarstwa w 1806. 
Od XV wieku zaczęły się pojawiać wizerunki i opisy herbu Norymbergi z głową kobiecą, często z popiersiem, zamiast głowy króla.  Tak zmienione godło kojarzone było często z harpią i określane jako Jungfrauenadler (niem. Panieński orzeł).

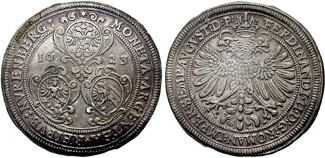
Talar norymberski Ferdynanda II z 1623 z oboma herbami Norymbergi i herbem cesarstwa

 Norymberski humanista Konrad Celtis (1459-1508) żartobliwie krytykował tę feminizację godła herbowego, jako symbol pantoflarstwa norymberczyków. Bardziej racjonalne wyjaśnienia próbowano znaleźć w Pannie, znaku Zodiaku  Norymbergi, lub symbolice dziewictwa, jako że miasto nigdy nie zostało zdobyte.
W 1936 przywrócono godło z ukoronowaną głową, w barwach herbu z 1484, orzeł złoty, głowa męska barwy naturalnej ze złotymi włosami i takąż koroną, i w tej wersji herb wielki Norymbergi jest używany, jako dostojniejszy, przy szczególnych okazjach i na wielkiej pieczęci miasta do dziś.

Herb mały Norymbergi

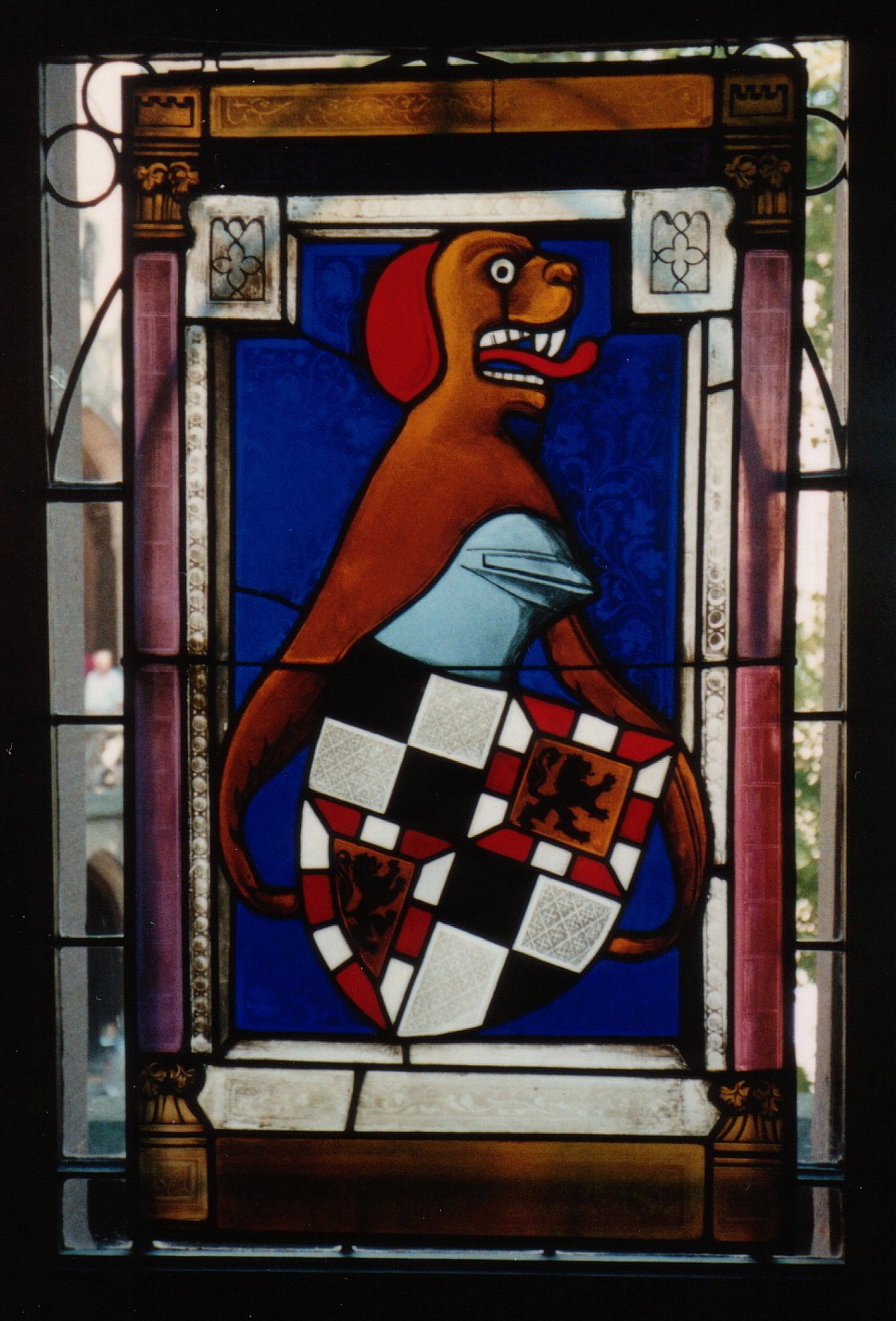
Herb Hohenzollernów jako burgrabiów Norymbergi

## Herb mały
Opis herbu: W tarczy dwudzielnej w słup, w polu pierwszy złotym pół czarnego dwugłowego orła, z czerwonym językiem i z uzbrojeniem złotym,  drugie pięciokrotnie dzielone w prawy skos przemiennie srebrny i czerwony.
Herb wywodzony bywa z wizerunku tarczy z trzema pasami odbijanego jako contrasigillum pieczęci wielkiej  w latach 1256 – 1286.  W latach 1346 – 1349 contrasigillum przedstawiało ukoronowaną literę "N".
Od 1260 stosowany jest herb miasta przedstawiający pięciokrotnie prawoskośnie dzieloną tarczę, przemiennie czerwoną i srebrną.  Uważa się to za nawiązanie do przemiennie srebrnej i czerwonej bordiury w herbie Burgrabiów Norymbergi, używanej od 1240, a także nawiązanie do ogólnych barw cesarstwa i Frankonii. 
Od 1350 stosowany jest herb dwudzielny, z połową cesarskiego  orła, z lewej pięciokrotnie prawoskośnie dzielony. Rok później stosowano z lewej sześciokrotny podział, i z biegiem lat liczba podziałów (od 4 do 6) jak i kolejność kolorów bywały wielokrotnie zmieniane.
Herb mały jest stosowany od 1513  na pieczęciach władz miasta i urzędników miejskich.
Ponownie został zatwierdzony, jako herb mały, wraz z herbem wielkim w 1936, potwierdzony w 1961 i jest używany obecnie. 
Z herbu małego wywodzi się flaga miejska Norymbergi, dwa poziome pasy równej szerokości, czerwony u góry, biały u dołu.

Inne wizerunki herbu Norymbergi
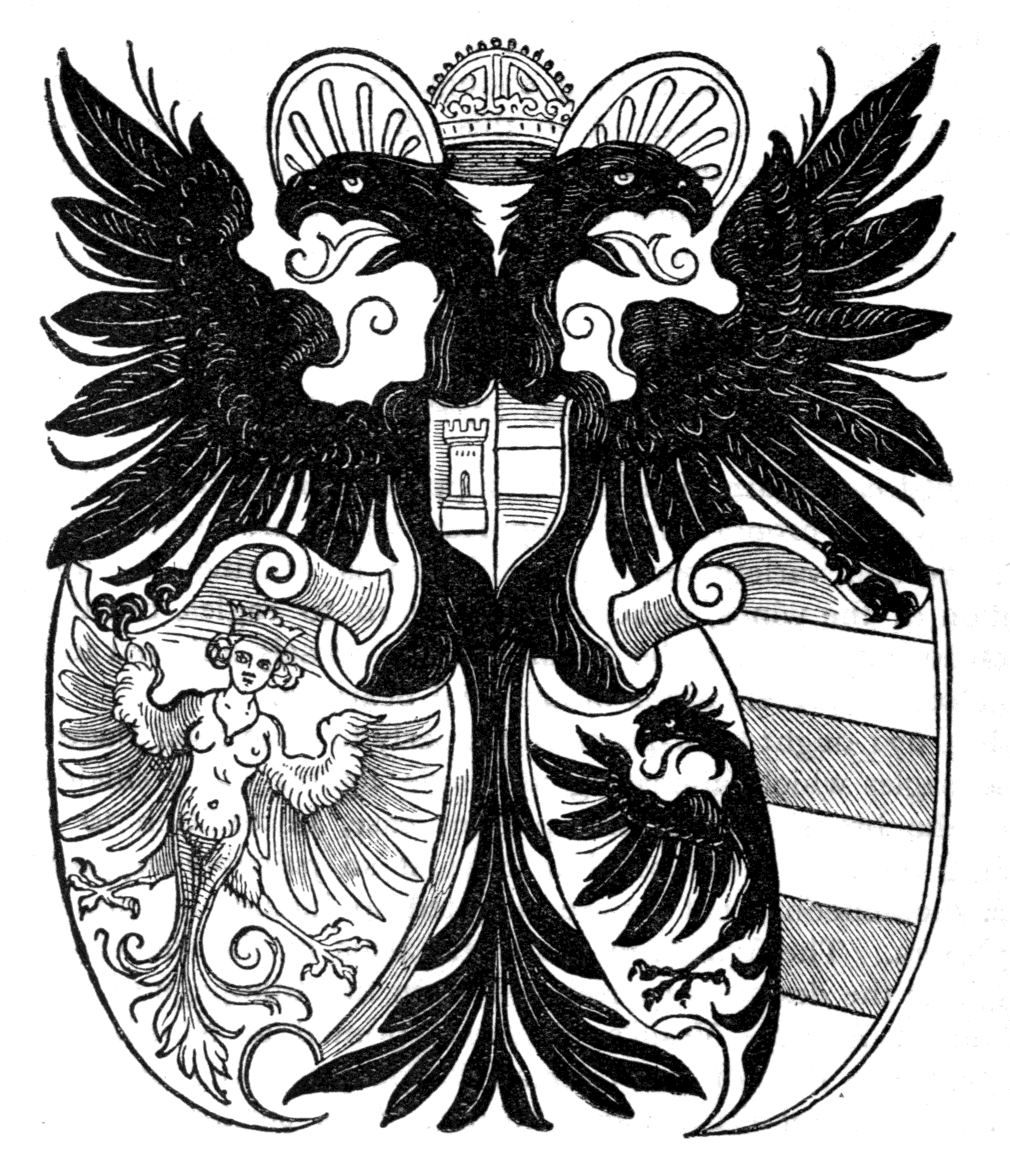
Rycina z A Complete Guide to Heraldry Arthura Charlesa Fox-Daviesa (1909).
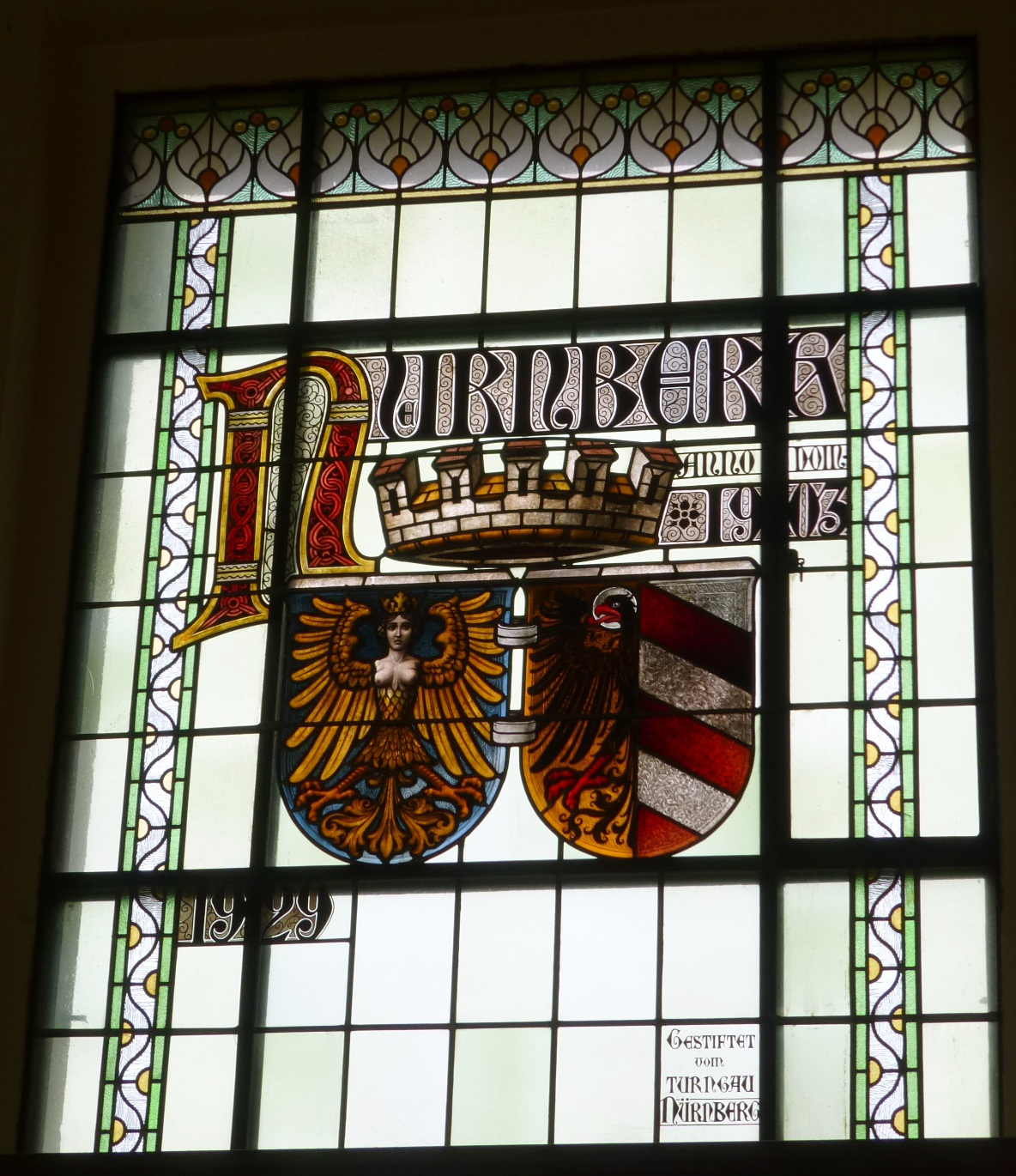
Witraż we Friedrich-Ludwig-Jahn-Museum we Freyburgu (Unstrut).

## Herby Norymbergi w heraldyce powiatu
Nawiązanie do herbu małego Norymbergi występuje (najczęściej przez zastosowanie prawośkośnych srebrnych i czerwonych pasów) w herbie powiatu Norymbergi (niem. Landkreis Nürnberger Land i w herbach kilku miast  tego powiatu (Alfeld (Bawaria), Henfenfeld, Neunkirchen am Sand, Offenhausen, Ottensoos, Reichenschwand, Simmelsdorf, Vorra. Pełny herb mały występuje na małych tarczach w herbach miast Altdorf bei Nürnberg, Engelthal, Lauf an der Pegnitz, i w tarczy trójdzielnej w herbie Velden.
Herb wielki Norymbergi znalazł się jedynie w górnym polu dwudzielnego herbu miasta Leinburg.
Elementy herbu małego lub cały herb w małych tarczach lub herbach złożonych występują oczywiście w wielu herbach korporacyjnych związanych z miastem. 
Herb w tarczy sercowej jest umieszczony w herbie korporacji norymberskiej studenckiej Cimbria, założonej w 1913, w drugim polu tarczy trójdzielnej herbu korporacji Teutonia (założona w 1920) a nawiązanie do herbu małego (skosy) w drugim polu, i wielkiego (Jungfrauenadler) w polu czwartym występuje w herbie klubu szermierczego Schwertbund Nurmberg.

## Herby dzielnic Norymbergi
Niektóre z przyłączanych do rozrastającej się Norymbergi z biegiem lat miejscowości zachowało swoje własne herby, używane obecne jako herby dzielnic. Własne herby zachowały Boxdorf, Brunn, Fischbach bei Nürnberg, Großgründlach, Katzwang, Kornburg.

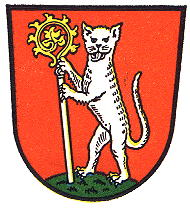
herb dzielnicy Katzwang
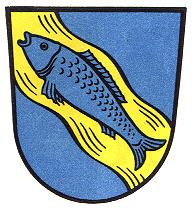
herb dzielnicy Fischbach
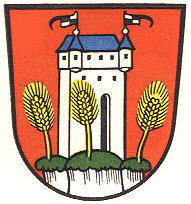
herb dzielnicy Kornburg

## Przypisy

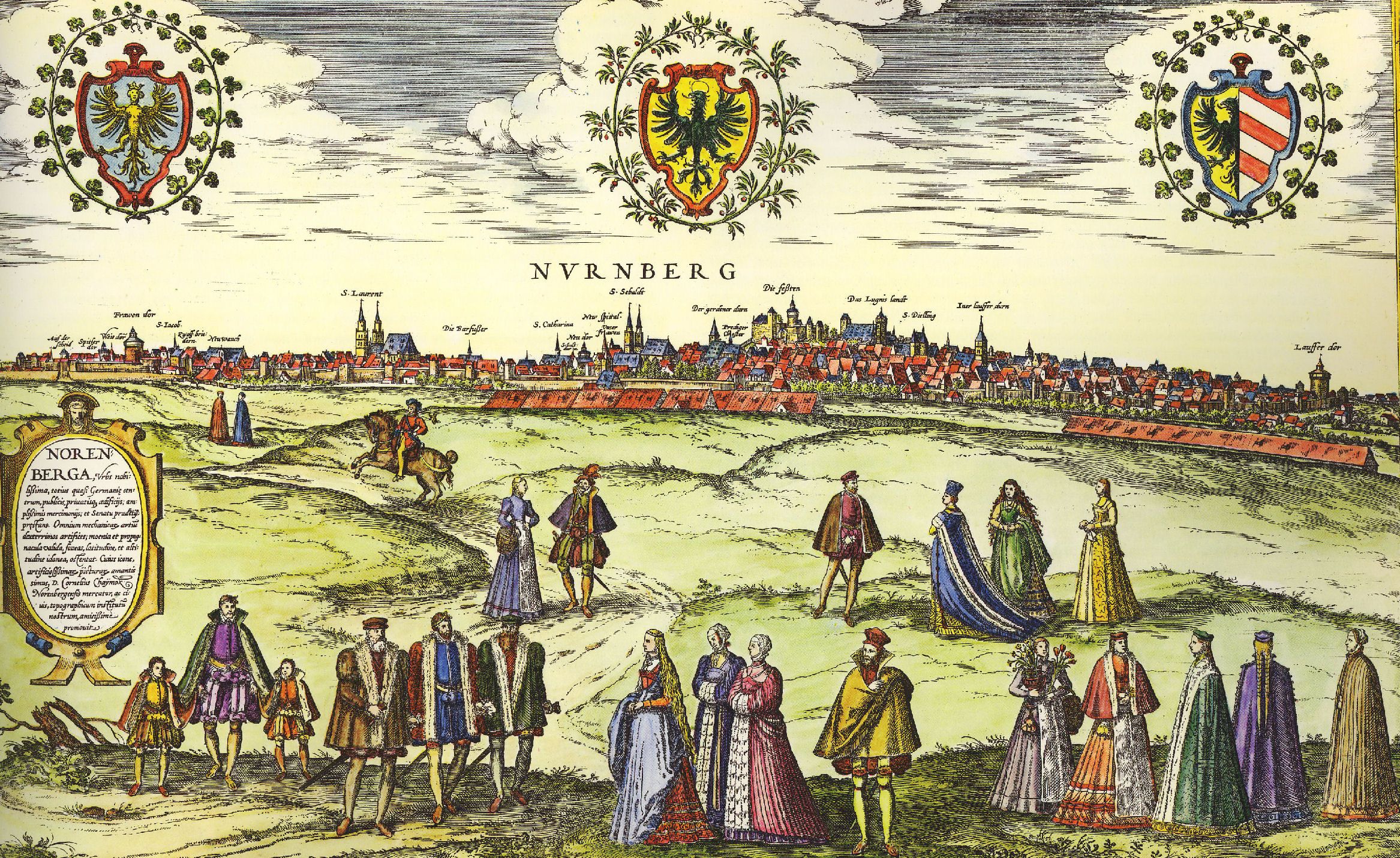
Widok Norymbergi z przełomu XVI i XVII w., z herbami miasta i cesarstwa

## Literatura
- Gert Oswald: Lexikon der Heraldik, Bibliographisches Institut, Leipzig, 1984, ISBN 3-411-02149-7
- Michael Diefenbacher, Rudolf Endres: Stadtlexikon Nürnberg, Nürnberg, W. Tümmels Verlag, 2000, ISBN 3-921590-69-8